# Dolina Muminków w listopadzie
Dolina Muminków w listopadzie (szw. Sent i november, fin. Muumilaakson marraskuu) – dziewiąta i ostatnia książka Tove Jansson, należąca do cyklu o Muminkach. Została opublikowana w 1970 roku. Polskie tłumaczenie Teresy Chłapowskiej pochodzi z 1980 roku i do 2011 roku było wznawiane dwunastokrotnie.

## Fabuła
Późną jesienią kilka postaci – niezależnie od siebie – odczuwa potrzebę spotkania się z Muminkami. Są nimi: Toft (sierota, marzący o spotkaniu z Muminkami, choć nigdy ich nie poznał), Filifonka (która po otarciu się o śmierć decyduje się zmienić sposób życia), Paszczak (znużony swoim życiem organizatora), starszy mężczyzna, nazywający sam siebie Wujem Trujem (pragnący odnaleźć szczęśliwą dolinę, o której słyszał w młodości), Mimbla (planująca odwiedzić swoją siostrę, Małą Mi) i Włóczykij (który zdaje sobie sprawę, że jedynie w Dolinie Muminków będzie w stanie skomponować piosenkę).
Wszyscy bohaterowie spotykają się w domu Muminków. Tam przekonują się, że gospodarze są nieobecni (Muminki przebywały wówczas na wyspie z latarnią morską, opisanej w książce Tatuś Muminka i morze). Wszyscy decydują się zaczekać na powrót rodziny. Wkrótce jednak dochodzi do sporów i utarczek między nowymi mieszkańcami domu Muminków.

## Tematyka
W 1970 roku zmarła matka Tove Jansson, Signe Hammarsten-Jansson. Sprawiło to, że Dolina Muminków w listopadzie (powstała w roku śmierci matki Jansson) jest napisana w tonie znacznie poważniejszym niż wcześniejsze utwory z serii. Autorka nie pisała już później nowych książek z tego cyklu, wskazując, że nie była już w stanie odnaleźć dawnej, szczęśliwej Doliny Muminków.
Każdy z bohaterów książki zmaga się z jakąś stratą lub brakiem. Gdy przybywają do domu Muminków i zdają sobie sprawę, że gospodarze są nieobecni, zmuszeni są sami zmierzyć się ze swoimi problemami. Dotyczy to w szczególności Tofta (alter ego Tove Jansson), w którego wyobrażeniu Mamusia Muminka jest ideałem matki, a Dolina Muminków nabiera cech utopii.